# Trachelas trifidus
Trachelas trifidus is een spinnensoort uit de familie van de Trachelidae.
De wetenschappelijke naam van de soort werd in 1974 gepubliceerd door Norman Ira Platnick & Mohammad Umar Shadab.